# NGC 7812
NGC 7812 (również PGC 195) – galaktyka spiralna (Sb), znajdująca się w gwiazdozbiorze Rzeźbiarza. Odkrył ją John Herschel 25 września 1834 roku.